# 梵魚寺站
梵魚寺站（：／ Beomeosa yeok */?）是釜山地鐵1號線沿線的一座地下車站，位於韓國釜山廣域市金井區青龍洞。

## 車站結構
站體為2面2線側式月台的地下車站，候車月台設有月台幕門，並有8處出口。
本站無法轉乘對向列車。

### 月台配置
| 南山 ↑ |
| \| 上  |
| ↓ 老圃 |

| 月台 | 路線               | 目的地                                       |
| ---- | ------------------ | -------------------------------------------- |
| 上行 | ●釜山都市铁道1号线 | 東萊、西面、釜山站、新平、多大浦海水浴場方向 |
| 下行 | ●釜山都市铁道1号线 | 老圃方向                                     |

## 歷史
- 1985年7月19日：落成啟用。

## 車站周邊
- 梵魚寺
- 永樂市立公園墓地
- 金井中學
- 金井圖書館
- 釜山保護觀察所東釜山分所
- 韓國通訊青龍營業所

## 圖片

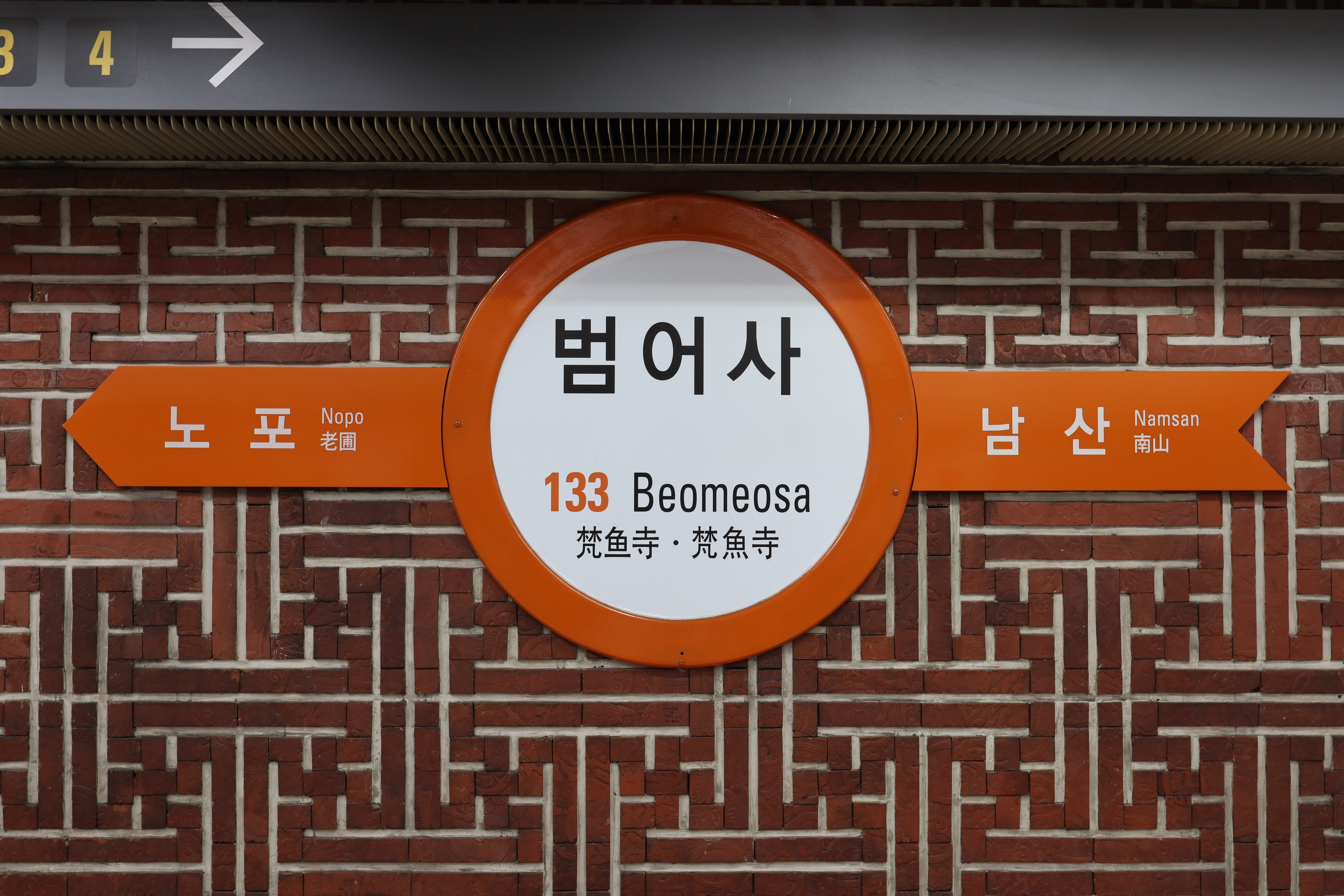
站名牌
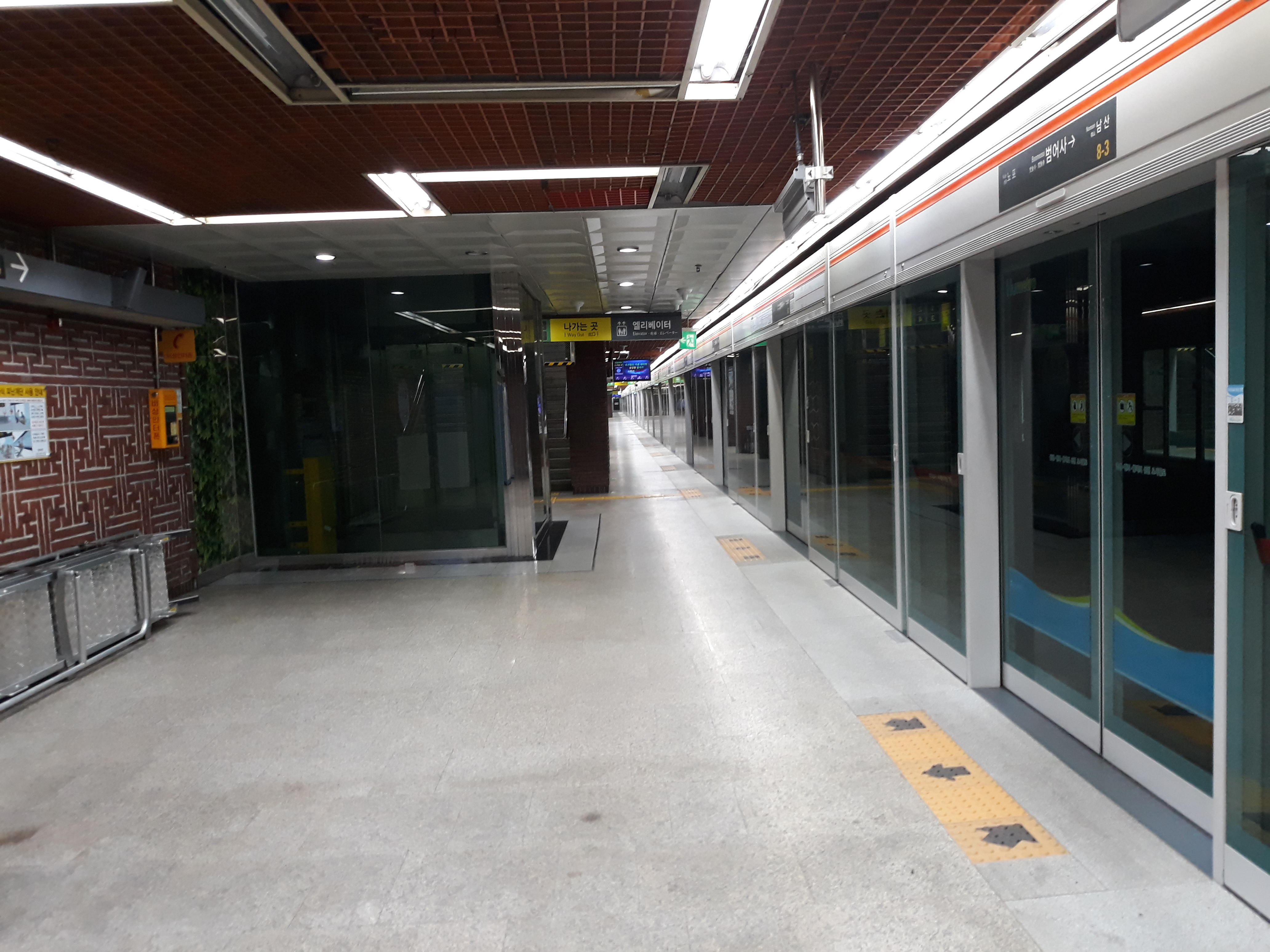
候車月台

## 相鄰車站
釜山交通公社
●釜山都市铁道1号线
南山（132）－梵魚寺（133）－老圃（134）